# Empecamenta crinalis
Empecamenta crinalis är en skalbaggsart som beskrevs av Moser 1919. Empecamenta crinalis ingår i släktet Empecamenta och familjen Melolonthidae. Inga underarter finns listade i Catalogue of Life.